# Liste von Bischöfen des Deutschen Ordens
In der folgenden Tabelle sind die Mitglieder des Deutschen Ordens aufgezählt, die Bischöfe oder Weihbischöfe waren. Hierbei werden die Professbrüder (OT) von den Familiaren (FamOT) unterschieden.

## A
- Anselm (1210–1278), OT – Bischof von Ermland (1250–1278)
- Albert OT – tit. Castoriensis, Weihbischof in Regensburg (um 1372)
- Arnold OT – Bischof von Pomesanien (1347–1360)

## B
- Heinrich II. Basedow († 1523) – Bischof von Kurland
- Bayern OT, Clemens August von (1700–1761) – Erzbischof von Köln, Bischof von Münster, Hildesheim, Osnabrück, Paderborn, Regensburg
- Bludau OT, Johann von (vor 1318–1358) – Bischof von Samland (1344–1358)
- Buchegg, Berthold von (vor 1279–1353) – Bischof von Speyer und Straßburg
- Brüggenei OT, Rutger († um 1404) – Bischof von Kurland (1399–1404?)
- Bünau OT, Günther von – Bischof von Samland (1505–1518)
- Burckhard OT – Bischof von Kurland (vor 1300–1321?)

## C
- Christian OT – tit. Lithoviensis, Weihbischof in Osnabrück (1258–1260)
- Christian OT – tit. Lithoviensis, Weihbischof in Naumburg (1268)
- Christian († 1308 oder 1309), OT – Bischof von Pomesanien (1303–1308/9)
- Clare OT, Johann († 1344) – Bischof von Samland (1319–1344)
- Cuba OT, Dietrich de – Bischof von Samland (1470–1474)

## D
- Dobeneck (um 1450–1521), OT, Hiob von – Bischof von Pomesanien (1501–1521)
- Dobilstein (um 1450–1521), OT, Wikbold von – Bischof von Kulm (1363–1381/85)

## E
- Eberhard OT – Bischof von Kulm (1311–1316/19)

## G
- Msgr. Dr. Graf FamOT, Josef (* 1957), Titularbischof von Inis Cathaig und Weihbischof von Regensburg
- Grünwald FamOT, Josef (* 1936), Titularbischof von Fronta und Weihbischof in Augsburg (seit 1995)

## H
- Hausen OT, Friedrich von († 1274) – Bischof von Kulm (1264–1274)
- Heim FamOT, Bruno – Titularerzbischof von Xanthus (1961–2003), Nuntius
- Heinrich († 1289), OT – Bischof von Trient (1274–1289)
- Heinrich († 1303), OT – Bischof von Pomesanien (1286–1303)
- Hermann OT – Bischof von Kulm (1303–1311)

## J
- Jakob OT – Bischof von Kulm (1349–1359)
- Jakob OT – Bischof von Kurland (1360–1371?)
- Johann OT († Jahreswende 1331/32) – Bischof von Kurland (1328–1331/32)
- Johann OT – Bischof von Kurland (1332–1353)
- Johannes OT – tit. Lethovienensis (1274, 1278), Weihbischof in Würzburg
- Johannes OT – tit. Lethoviensis (1282–1290), Weihbischof in Konstanz und Straßburg
- Junge OT, Michael – Bischof von Samland (1425–1442)

## K
- Kerstani von Lessen OT, Johannes Kerstani – Bischof von Pomesanien (ca. 1480–1501)
- Klein OT, Norbert (1866–1933) – Bischof von Brünn
- König FamOT, Franz (1905–2004) – Koadjutor zu St. Pölten, Tit. Livias, Erzbischof von Wien, Kardinal
- Kuwal OT, Heinrich († 1397) – Bischof von Samland (1386–1395)
- Kreuder OT, Nikolaus – Bischof von Samland (1497–1503)
- Krouwel OT, Johannes – Bischof von Ösel-Wiek (1449–1457)

## L
- Laun FamOT, Andreas (1942–2024) – Titularbischof von Libertina und Weihbischof in Salzburg (1995–2017)
- Linke OT, Kaspar – Bischof von Pomesanien (1440–1463)
- Ludeko OT († vermutlich 1321) – Bischof von Pomesanien (1309–1321)
- Ludolf OT (unbekannt–1359) – Bischof von Kurland (1354–1359)
- Lynow OT, Martin von († frühestens 1414) – Elekt von Kulm (1390)

## M
- Madrid Merlano FamOT, Louis – Prälat von Tibu (1988–1995), Bischof von Cartago (seit 1995)
- Marienau OT, Johannes – Bischof von Kulm (1416–1457)
- Meisner FamOT, Joachim (1933–2017) – Titularbischof von Vina und Weihbischof in Erfurt-Meiningen, Bischof von Berlin, Erzbischof von Köln, Kardinal
- Mewe OT, Johannes von († 1440) – Bischof von Pomesanien (1427–1440)
- Mönch OT, Johannes – Bischof von Pomesanien (1376–1409)
- Mühlhausen OT, Christian von – Bischof von Samland (1276–1295)
- Münster OT, Ludwig von – Bischof von Reval (1352–1389?)

## N
- Nikolaus OT – Bischof von Pomesanien (1464–1466)

## O
- Ochmann OT, Johannes († 1418) – Bischof von Reval (1405–1418)
- Österreich OT, Anton Viktor von (1779–1835) – erwählter Erzbischof von Köln, erwählter Fürstbischof von Münster
- Österreich OT, Karl von (1590–1624) – Bischof von Breslau (1608–1624), Bischof von Brixen (1613–1624)
- Österreich OT, Karl Joseph von (1649–1664) – Bischof von Passau (1662–1664), Bischof von Olmütz (1663–1664), Bischof von Breslau (1663–1664)
- Österreich OT, Leopold Wilhelm (1614–1662) – Bischof von Passau (1625–1664), Bischof von Straßburg (1626–1664), Bischof von Halberstadt (1627–1664), Bischof von Breslau (1655–1664)
- Österreich OT, Maximilian Franz (1756–1801) – Erzbischof von Köln, Bischof von Münster
- Otto OT – Bischof von Kurland (1371–1398?)

## P
- Paul OT – Bischof von Kurland (1322–1330/32)
- Gerhard Pieschl (* 1934), FamOT – Weihbischof in Limburg, Titularbischof von Misenum (seit 1977)
- Pöttickh von Pettenegg OT, Eduard Gaston (1847–1918) – Titularerzbischof von Damietta
- Georg von Polenz (1478–1550), OT – Bischof von Samland (1519–1524), Bischof von Pomesanien (1521–1523), erster evangelischer Bischof
- Pfalz-Neuburg OT, Franz Ludwig von (1664–1732) – Bischof von Breslau, Erzbischof von Trier, Erzbischof von Mainz
- Pfalz-Neuburg OT, Ludwig Anton von – Bischof von Worms (1691–1694)

## Q
- Queiß OT, Erhard von (um 1490–1529) – Bischof von Pomesanien (1523–1525)

## R
- Radam OT, Bartholomäus von – Bischof von Samland (1358–1378)
- Radam OT, Nikolaus von – Bischof von Pomesanien (1360–1376)
- Regenstein OT, Siegfried von – Bischof von Samland (1296–1310)
- Rehwinkel OT, Johannes – Bischof von Samland (1474–1497)
- Renz FamOT, Thomas Maria (* 1957) – Weihbischof in Rottenburg-Stuttgart
- Riesenburg OT, Bertold – Bischof von Pomesanien (1331–1346)
- Rudolf OT – Bischof von Pomesanien (1321–1331)
- Rymann OT, Johannes – Bischof von Pomesanien (1409–1417)

## S
- Saalfeld OT, Johann von – Bischof von Samland (1416–1425)
- Sachsen-Zeitz OT, Christian August (1666–1725) – Erzbischof von Gran, Kardinal
- Scharpenberg OT, Henning († 1448) – Erzbischof von Riga (1424–1448)
- Schaumberg OT, Heinrich von – Bischof von Samland (1409–1416)
- Schenk OT, Heinrich († 1301) – Bischof von Kulm (1291/92–1301)
- Schippenbeil OT, Nikolaus († 1410) – Bischof von Kulm (1390–1398), Bischof von Kammin (1398–1410)
- Schönborn, Christoph (* 1945) – Ehrenritter des Deutschen Ordens, Erzbischof von Wien und Kardinal
- Schönborn OT, Damian Hugo von (1676–1743) – Bischof von Speyer und Konstanz, Kardinal
- Schöneck OT, Nikolaus von – Bischof von Samland (1442–1470)
- Schutte OT, Gottschalk – Bischof von Kurland (1405–1424)
- Seefeld OT, Heinrich von – Bischof von Samland (1395–1414)
- Squicciarini FamOT, Donato (1927–2006) – Titularerzbischof von Tiburnia (seit 1978), Nuntius
- Stapil OT, Arnold (1360/1370–1416) – Bischof von Kulm (1402–1416)
- Stobenhain OT, Tilo (Dietrich) von († 1386) – Bischof von Samland (1379–1386)
- Stolpmann OT, Gerhard – Bischof von Pomesanien (1417–1427)
- Stoltevoet OT, Arnold († 1419) – Bischof von Reval (1418–1419)
- Streitberg OT, Heinrich von († 1274) – Bischof von Samland (1249–1250), Bischof von Ermland (1254–1274?)

## T
- Tanke OT, Dietrich († frühestens 1443) – Bischof von Kurland (1424/25)
- Tiergart OT, Johann (1380–1456) – Bischof von Kurland (1425–1456)
- Tolke OT, Dietrich († 1405) – Bischof von Reval (1403–1405)

## U
- Uxküll OT, Heinrich – Bischof von Reval (1419–1456)

## W
- Wallenrode OT, Johannes von (um 1370–1419) – Erzbischof von Riga, Bischof von Lüttich
- Watt OT, Paul von – Bischof von Samland (1503–1505)
- Werner OT – Bischof von Kulm (1275–1291)
- Werner FamOT, Christian (* 1943) – Titularbischof von Aeca, Militärbischof-Koadjutor, Titularbischof von Wiener Neustadt, Militärbischof in Österreich
- Werth OT, Edmund von (um 1232–1292) – Bischof von Kurland (1263–1292)

## Z
- Zollern OT, Berthold von (1320–1365) – Bischof von Eichstätt

Siehe auch: Deutscher Orden